# Centre Charlemagne

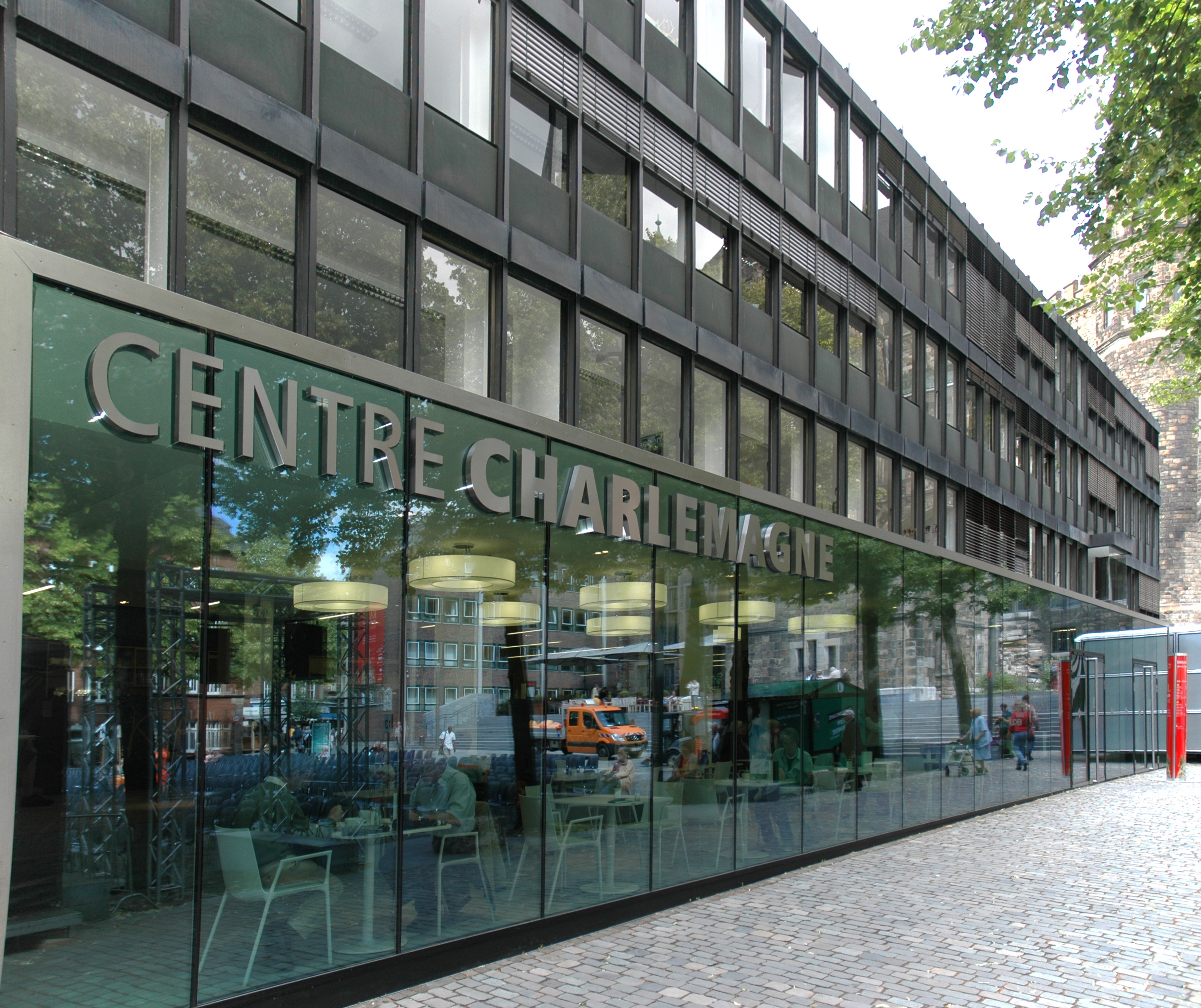
Das Centre Charlemagne

Das Centre Charlemagne – Neues Stadtmuseum Aachen ist das Heimat- und Geschichtsmuseum der Stadt Aachen. Es erhielt seinen französischen Namen nach Charlemagne (deutsch: Karl dem Großen), der bekanntesten und bedeutendsten historischen Persönlichkeit Aachens; Französisch wurde statt Deutsch wegen der herausragenden Stellung der französischen Sprache in der Eurégion Meuse-Rhin (deutsch: Euregio Maas-Rhein) und EU gewählt.
Das Museum wurde in einem Verwaltungsgebäude der Stadt Aachen am Katschhof Nr. 1, das zwischen 1958 und 1962 von Gerhard Graubner erbaut und später unter Denkmalschutz gestellt wurde, eingerichtet. Die Eröffnung des Centre Charlemagne fand am 19. Juni 2014 statt. Das alte Stadtmuseum war von 1961 bis 2010 im Gebäude der Burg Frankenberg untergebracht; die Exponate lagerten bis zur Neueröffnung in einem Depot.
Das Centre Charlemagne ist zugleich auch die zentrale Ausgangs- und Anlaufstelle der Route Charlemagne, auf der die bedeutendsten Stationen Aachens in den Bereichen Geschichte, Kunst, Kultur und Architektur zusammengefasst sind. Es wird maßgeblich unterstützt vom Museumsverein Aachen, der die städtischen Museen fördert.

## Museum
Das Museum unterteilt sich in einen 800 m² großen Bereich für Dauerausstellungen und einen 200 m² großen Bereich für temporäre Ausstellungen sowie Besprechungs- und Tagungsräume, Räume für die Museumspädagogik und ein Museums-Café, allesamt mit moderner Technik ausgestattet. Beide Ausstellungsflächen wurden in der für Aachen typischen Dreiecksform eingerichtet, wie sie sich auf historischen Plätzen im Aachener Stadtbild immer wieder finden lässt, weil einst das Raster der ursprünglichen römischen Stadt durch die christlich-karolingische Pfalzanlage in Richtung Osten verschoben wurde.

## Dauerausstellung
Die Dauerausstellung „Geschichte Aachens – Stadt Karls des Großen“ gibt in sechs Abteilungen Einblicke in folgende Themen:
- „Siedlungen an den heißen Quellen“ vom 5. Jahrhundert vor Chr. bis zum 7. Jahrhundert nach Chr. – Nachweise von Ansiedlungen der Kelten und Römer in Aachen.
- „Aachener Pfalz und Marienkirche“ im 8. und 9. Jahrhundert. – Die karolingische Zeit ab Pippin dem Jüngeren bis Lothar I.
- „Die Stadt der Krönungen“ zwischen dem 10. und 16. Jahrhundert. – Erste Blütephase der Aachener Geschichte: Erteilung der Stadtrechte (1166) und Aufwertung als Freie Reichsstadt, erste städtische Verfassung in Form des Aachener Gaffelbriefs (1450), aber auch die Zeit der Aachener Religionsunruhen, womit bürgerkriegsähnliche Zustände und Auswanderung bedeutender Familien und damit wirtschaftlicher Niedergang einhergingen.
- „Die barocke Bäderstadt“ zwischen dem 17. und 18. Jahrhundert. – Neuaufbau nach dem großen Stadtbrand von Aachen 1656, geprägt vor allem durch Laurenz Mefferdatis, Johann Joseph Couven, Jakob Couven und Joseph Moretti. Entstehung und Entwicklung des Kurwesens durch François Blondel. Zweite Blütephase der Stadt, die durch erneute bürgerkriegsähnliche Unruhen im Rahmen der Aachener Mäkelei beendet wurde.
- „Aufbruch in die Moderne“ zu einer aufstrebenden Industriestadt ab dem 19. Jahrhundert. – Aachen während der französischen Besatzung (1794–1814) und städtebauliche Aufwertung durch Straßen- und Grünanlagenbau und Förderung der Industrie. Übernahme durch Preußen 1814 und erneuter Bauboom geprägt vor allem durch Adam Franz Friedrich Leydel und Friedrich Joseph Ark. Erste negative Auswirkungen der Frühindustrialisierung und Aachener Aufruhr vom 30. August 1830. Nach flächendeckender Einführung der Dampfmaschine Aufschwung in der Tuch-, Nadel- und Bergbauindustrie. Förderung des Bildungssystems u. a. durch Gründung der Polytechnischen Hochschule 1870.
- „Von der Frontstadt zur Europastadt“ im 20. und 21. Jahrhundert. – Aachen in beiden Weltkriegen als Sammelplatz für die Truppen auf ihren Marsch durch Belgien nach Frankreich, aber auch die erste durch alliierte Truppen von den Nationalsozialisten befreite Stadt 1944. Einführung des Aachener Karlspreises 1950 und zunehmende europäische Bedeutung.

## Wechselausstellungen (Kurzporträts)
Die zweimal jährlich wechselnden temporären Ausstellungen beschäftigen sich dagegen mit einem aktuellen Schwerpunktthema in Bezug zur Aachener Geschichte. Seit der Eröffnung wurden bisher folgende Themen präsentiert:
| Zeitraum  | Thema                                                                                            | Beschreibung |
| 2014      | Karls Kunst                                                                                      | Die Veranstaltung wurde zusammen mit den Ausstellungen Verlorene Schätze in der Aachener Domschatzkammer und Orte der Macht im Aachener Rathaus konzipiert und am 19. Juni 2014 durch den Bundespräsident Joachim Gauck eröffnet. Sie stand unter der Schirmherrschaft des französischen Staatspräsidenten François Hollande, des italienischen Staatspräsident Giorgio Napolitano und des deutschen Bundespräsidenten. Im Rahmen der Feierlichkeiten zum Karlsjahr 2014 anlässlich des 1200. Todestages Karls des Großen wurden kostbare Elfenbeinschnitzereien, filigrane Goldschmiedekunst sowie wertvolle Handschriften gezeigt. Dabei handelte es sich bei den mehr als 30 Leihgaben um herausragende Kunstschätze, die auf verschiedene Museen innerhalb Europas verteilt sind, darunter die beiden Buchdeckel des Lorscher Evangeliars aus dem Victoria and Albert Museum in London und den Vatikanischen Museum in Rom und der Tassilokelch aus dem Stift Kremsmünster. Ferner der Aachener Hofschule Karls des Großen zuzurechnende Manuskripte wie beispielsweise das Godescalc-Evangelistar aus der Bibliothèque nationale in Paris oder der Dagulf-Psalter aus der Österreichischen Nationalbibliothek in Wien.                                                          |
| 2014/2015 | Fahndung nach Augustus                                                                           | Anlässlich des 2000. Todestages des römischen Kaisers Augustus wurde grenzüberschreitend der Frage nachgegangen, ob die Gründungen der Städte Aachen, Maastricht, Heerlen und Jülich auf dessen Initiative zurückgehen. Anhand von Grabungsfunden (Keramik, Münzen, Fibeln, Holzfunde aus der Regierungszeit Kaiser Augustus) sowie neuerer Forschungsergebnisse und -methoden wurde der Frage nachgegangen, ob das Alter der Städte auf die Zeit um Augustus festgelegt werden kann. Ferner wurde in der Ausstellung gezeigt, wie die Menschen in diesen Städten damals gelebt haben. Darüber hinaus wurde in Zusammenarbeit mit dem Landeskriminalamt Nordrhein-Westfalen in Düsseldorf eine Gesichtsrekonstruktion von Augustus angefertigt, die hier erstmals ausgestellt wurde. Ab dem 15. Januar 2015 wurde diese Ausstellung anschließend in Heerlen und Jülich und zum Schluss in Maastricht präsentiert. |
| 2015      | Sprechende Knochen                                                                               | Nachdem im Jahr 2013 bei Kanalarbeiten im Hof, einem Platz in unmittelbarer Nähe zu Dom und Rathaus, menschliche Skelette gefunden worden waren, die zwischen spätrömisch, merowingisch, karolingisch und hochmittelalterlich einzuordnen sind, sollte die Ausstellung Antworten auf die Art und Weise sowie auf die Ergebnisse der verschiedenen wissenschaftlichen Untersuchungen dieser Funde anbieten. Außerdem befasste sich ein weiterer Themenschwerpunkt mit den Bestattungsritualen von 1600 v. Chr. bis in die heutige Zeit. |
| 2015/2016 | Mokka Türc & Marihuana – Schmuggel an der Aachener Grenze                                        | In Kooperation mit dem Zollmuseum Friedrichs aus Aachen und unterstützt mit Leihgaben aus dem Deutschen Zollmuseum in Hamburg und der Zollbehörde in Köln sowie mit Förderung des Landschaftsverbandes Rheinland erinnerte diese Ausstellung an die Schmuggelereignisse an der deutsch-belgisch-niederländischen Grenze nach dem Zweiten Weltkrieg. Es wurden die Gründe des anfänglichen Kaffeeschmuggels an der Aachener Kaffeefront und des späteren Drogenschmuggels dargestellt sowie die handelnden Personen, die Schmuggelmethoden und die benutzten Schmuggelpfade skizziert. |
| 2016      | Königsglanz und Gloria – Krönungen in Bratislava/Preßburg 1563–1835                              | Nach der Schlacht bei Mohács im Jahr 1526 mussten weite Teile des Königreichs Ungarn an das Osmanische Reich abgetreten werden, weshalb Preßburg 1536 zur Hauptstadt des als Königliches Ungarn bezeichneten Restterritoriums erklärt und nunmehr von den Habsburgern regiert wurde. Die Stadt wurde ab diesem Zeitpunkt Sitz aller wichtigen Behörden und Institutionen und ab 1543 auch Sitz des Erzbischofs von Gran. Zwischen 1563 und 1830 erfolgten im Martinsdom die Krönungen von elf Königen und acht Königinnen aus dem Hause Habsburg. Diese politischen Ereignisse führten unter anderem zu einem bedeutenden wirtschaftlichen und kulturellen Aufschwung der Stadt Preßburg. Anhand von über 100 wertvollen Exponaten aus dieser historisch bedeutenden Zeit wurde in der Ausstellung die Geschichte dieser Stadt nachvollziehbar dargestellt und dem Betrachter die Eigenheiten der Krönungen nähergebracht sowie mit den deutsch-römischen Königskrönungen der Aachen-Frankfurter Tradition verglichen. |
| 2016/2017 | Vom fauchenden Fafnir zum Fahrzeug der Zukunft – Aachen und das Auto                             | Bereits zur Jahrhundertwende vom 19. zum 20. Jahrhundert sowie begünstigt durch 1870 gegründete Technische Hochschule Aachen und dem 1902 gegründeten Institut für Kraftfahrzeuge Aachen konnte sich die Stadt zu einem bedeutenden Standort der Automobilindustrie entwickeln. Im Jahr 1897 gründete sich der Automobilhersteller Cudell, 1901 produzierte die Fritz Scheibler Motorenfabrik AG, die 1908 mit der Maschinenbauanstalt Altenessen zu Mannesmann-MULAG fusionierte, die ersten Lastkraftwagen und Omnibusse unter dem Markennamen Scheibler und ab 1902 brachten die Fafnir-Werke den ersten Fafnir auf dem Markt. Diese Entwicklung geriet 1929 durch die Weltwirtschaftskrise ins Stocken und nahm erst in den 1980er-Jahren durch die Gründung des FEV wieder an Fahrt auf. Diese Ausstellung zeigte mit zahlreichen Exponaten in Form von Firmenunterlagen, Werbematerialien und Fotos diesen historischen Verlauf, der in neuester Zeit mit der Entwicklung der E-Autos durch die in Aachen ansässigen Firmen StreetScooter GmbH und e.GO Mobile AG seine Fortführung findet. Ein weiterer Schwerpunkt war die Darstellung der Veränderungen der Infrastruktur durch den zunehmenden Verkehr sowie die Möglichkeiten einer zukünftigen automobilen Gesellschaft. |
| 2017      | Das Ringen um den rechten Glauben – Reformation und Konfessionalisierung zwischen Maas und Rhein | Anlässlich des 500. Jahrestages der Reformation und gefördert durch die Beauftragte der Bundesregierung für Kultur und Medien aufgrund eines Beschlusses des Deutschen Bundestages widmete sich das Centre Charlemagne zusammen mit dem Couven-Museum und dem Internationalem Zeitungsmuseum diesem Thema. Während im Zeitungsmuseum Das Wittenberger Fest und im Couven-Museum das Gold und Silber aus Klöstern des Dreiländerecks und die Frommen Stiftungen von Bürgertum und Adel näher betrachtet wurden, beleuchtete das Centre Charlemagne die historische Entwicklung und Auswirkung der Reformation in Aachen und der näheren Umgebung sowie die damit einhergehenden Aachener Religionsunruhen von etwa 1530 bis 1614 auf die Bevölkerung und die regionale Politik. |
| 2017/2018 | Bier & Wir – Brauen, Trinken, Feiern in Aachen                                                   | Diese Ausstellung betrachtete die Geschichte des Bierbrauens in Aachen sowie die urigsten Aachener Kneipen und Lokale. Bereits zu Beginn des 20. Jahrhunderts gab es in Aachen und Umgebung einige Brauereien, die nach dem deutschen Reinheitsgebot von 1516 Bier brauten. Dazu gehörten unter anderem Degraa, Decker, Walfisch und Aachener Bürger Bräu sowie die Ketschenburg-Brauerei in Stolberg im Rheinland. |
| 2018      | Uns gehört die Stadt! Kids, Kunst und Krawall in Aachen                                          | Die Sommerausstellung thematisierte, wie Jugendliche die Kultur und das Leben in Aachen mitgeprägt haben. Fotos, Filme, Interviews, Zeitungsartikel und Dinge des täglichen Lebens wurden dabei präsentiert. Einen Schwerpunkt bildeten dabei die Bereiche Graffiti und Street Art. Aachener Künstler gestalteten individuell den Foyer- und teilweise den Außenbereich. Das Projekt wurde begleitet von Street Art-Workshops im ganzen Stadtgebiet. Außerdem gehörten Konzerte, Vorträge und zwei externe Ausstellungen dazu. |
| 2018/2019 | Pratschjeck op Fastelovvend – Karneval in Aachen und Umgebung                                    | Diese Ausstellung beleuchtete in Zusammenarbeit unter anderem mit der Sammlung Crous, dem Aachener Karnevalsverein und dem Ausschuss Aachener Karneval die Geschichte des Aachener Karnevals von den Ursprüngen im Alten Rom über die Zeit vor der Aachener Karnevalsreform 1829 und ihrer anschließenden Entwicklung, sowie während der Nazi-Zeit und nach dem Krieg bis hin zum modernen Saalkarneval. Darüber hinaus wurden die verschiedensten Aachener Karnevalsorden, darunter der Orden wider den tierischen Ernst sowie zahlreiche Ordensträger präsentiert. |
| 2019      | Durch die Augen eines Entdeckers – Through a Soldier’s Lens                                      | In Zusammenarbeit mit dem Suermondt-Ludwig-Museum wurden zahlreiche Privatfotos des Amerikaners Bill Perlmutter der Öffentlichkeit gezeigt, die dieser während seiner Stationierung als Soldat in Deutschland in den Jahren 1954/1955 fotografiert und entwickelt hat. Seine Aufnahmen, die er eigentlich für verschiedene Magazine der US-Armee angefertigt hatte, geben einen realistischen und fast schon privaten Überblick, wie sich Deutschland als Ganzes und im Besonderen der Alltag der Menschen knapp zehn Jahre nach Kriegsende entwickelt hat. |
| 2019/2020 | Alles auf Anfang? In Aachen beginnt die Nachkriegszeit                                           | 75 Jahre nach der Befreiung Aachens von der Naziherrschaft beleuchtete diese Ausstellung in Zusammenarbeit mit dem Couven-Museum und dem Internationalen Zeitungsmuseum die letzten Kriegsjahre und -monate in und um Aachen sowie den anschließenden Wiederaufbau der Stadt, bereicherte durch persönliche Geschichten ehemaliger Zeitzeugen. Darüber hinaus gab sie einen Ausblick auf die neue, europäische Ausrichtung Aachens bis hin zur ersten Karlspreisverleihung sowie auf die schleppende Aufarbeitung der NS-Diktatur. |
| 2020/2021 | Der gekaufte Kaiser – Die Krönung Karls V. und der Wandel der Welt                               | Nach der Zwangspause wegen der COVID-19-Pandemie im Sommer 2020 wurde mit der neuen Ausstellung ab Oktober die Zeit thematisiert, in der Karl V. in Aachen gekrönt worden war und Albrecht Dürer der Stadt anlässlich dieser Krönung einen Besuch abstattete. Es wurde dabei im Besonderen auf den prunkvollen Aufstieg und den tiefen Fall des ersten globalen Imperiums eingegangen. Die Wechselausstellung stand in Verbindung mit der etwa zeitgleichen Ausstellung Bon Voyage! Reisen in der Kunst der Gegenwart im Ludwig Forum für Internationale Kunst und der im Sommer 2021 folgenden Ausstellung Dürer war hier – Eine Reise wird Legende im Suermondt-Ludwig-Museum. |
| 2021      | Mehr als nur ein Weihnachtsgebäck! Die Aachener Printe.                                          | In dieser Sommerausstellung drehte sich alles um die Aachener Printe, das Saisongebäck für den Herbst und Winter. Es wurde anschaulich dargestellt, durch welche Entwicklung sie zu einem Traditionsgebäck mit geschützter geografischer Angabe geworden ist, wie sich die Rezeptur des Gebäcks zusammensetzt, welche Variationen angeboten werden und welche bedeutende Bäckereiketten eine Lizenz zur Produktion besitzen. Ferner wurden eine Vielzahl der Backmodels präsentiert, die aus Ton, Stein, Metall oder Holz, meist aus Birnbaumholz in den unterschiedlichsten Formen und zudem auch doppelseitig gefertigt sein können und mit unterschiedliche Prägemotiven bestückt sind. |
| 2021/2022 | Lernen. Forschen. Machen. 150 Jahre RWTH Aachen                                                  | Anlässlich des 150-jährigen Jubiläums der Aachener Hochschule gab das Museum zusammen mit der RWTH Aachen einen Einblick über die historische Entwicklung der Hochschule von den Anfängen 1870 über die Zeit des Nationalsozialismus bis hin zur Gegenwart als Exzellenzuniversität mit mehr als 47.000 Studierenden. Dabei werden unter anderem aktuelle Forschungshighlights, wie beispielsweise ein Roboter, der Müll trennt, ein Inkubator zur Überwachung von Frühchen oder das Kunstherz „Reinheart“ präsentiert. |
| 2022      | Alle für eine? – 50 Jahre kommunale Neuordnung in Aachen                                         | Anlässlich des 50. Jahrestags der kommunalen Neugliederung in Aachen aufgrund des Aachen-Gesetzes von 1971 präsentiert das Museum die vielgestaltigen Hintergründe und Auswirkungen der Neugliederung sowie die unterschiedlichen Perspektiven von Stadt, Gemeinden und Bürgerschaft. Dabei stehen sowohl die sieben eingemeindeten Orte mit ihrer jeweiligen historischen Entwicklung, ihren Gemeinsamkeiten und Unterschieden im Zentrum der Ausstellung als auch die daraus folgende Stadt- und Wirtschaftsentwicklung sowie das Zugehörigkeitsgefühl der betroffenen Menschen. |
| 2022/2023 | Ausnahmezeiten – ein Virus übernimmt den Alltag                                                  | In dieser Ausstellung wird ein erster analytischer Blick auf die bisherigen Auswirkungen der COVID-19-Pandemie unter drei Aspekten geworfen: aus der Sicht von Aachener Künstlern und Künstlerinnen, aus der Sicht von Fotodokumentationen und wie sich die Lage in Aachens Partnerstädte dargestellt hat. |